# Macropus irma
Espèce
Statut de conservation UICN

 LC  : Préoccupation mineure
Le wallaby de l'ouest ou wallaby d'Irma (Macropus irma) est une espèce de wallaby du sud-ouest de l'Australie occidentale. Il est considéré comme presque menacé dans la classification UICN et sa principale menace est constituée par le renard.
Il a un pelage gris foncé avec des taches blanches aux niveaux de la tête et des membres. Par contre les extrémités des membres sont noires. C'est un macropodidae diurne qui broute.